# نبرد گلوگوف
نبرد گلوگوف یا دفاع از گلوگوف (آلمانی: Schlacht bei Glogau، لهستانی: Obrona Głogowa) در ۲۴ اوت ۱۱۰۹ میلادی در شهر گلوگوف واقع در سیلزیا میان پادشاهی لهستان و امپراتوری مقدس روم رخ داد. این نبرد یکی از مشهورترین نبردهای تاریخ لهستان است. نیروهای لهستانی که توسط دوک بولسلاو سوم رهبری می‌شدند، توانستند بر نیروهای آلمانی تحت فرمان هاینریش پنجم فائق آیند.